# Пожарная каланча (Советск)
Пожарная каланча — одна из достопримечательностей Советска. Установлена на здании действующей пожарной части, построенном в 1905 г. (архитектор И. А. Чарушин). Здание пожарной части с каланчой является памятником архитектуры, объектом культурного наследия федерального значения.
До недавнего времени на каланче висел колокол, который звонил каждый день в 12:00. При восстановлении колокольни Успенской церкви колокол был снят и установлен на церковную колокольню.
Примечательно, что этот колокол был найден краеведом и был подарен городу.

Держался ещё в те времена здесь древний обычай — в экстренных случаях собирать жителей набатным звоном. И теперь ещё стоит на этой площади пожарная каланча, красивая, из красного прокаленного кирпича, отделанная белой опокой. На этой каланче отбивали часы. Отсюда же раздавался звон и в случае пожара, только частый, тревожный
— Николай Фёдорович Васенев, «На берегах Вятки (записки журналиста)», Кировское отделение Волго-Вятского книжного издательства, 1971 г.